# برج الكبريت
برج الكبريت، منشأة معمارية عسكرية أقيمت في الجدار الجنوبي لسور القدس وتحديداً في المنطقة المحصورة بين بابي المغاربة وسيدنا داود عليه السلام.
على الأغلب أنه يرجع إلى التحصينات التي شادها الأيوبيون في سور مدينة القدس إثر تحرير صلاح الدين الأيوبي للمدينة في عام 583 هـ/ 1187م. أعيد بناؤه في سنة 947 هـ/ 1540م كما يفيد نقش التجديد الحجري الذي يتوسط واجهته الجنوبية من الخارج.
هو مستطيل الشكل، يتألف من ثلاث طبقات، يتوصل إليها عبر مدخل شمالي صغير يلج في داخل السور، ويتخلل الجدران الجنوبية والغربية والشرقية لأول طبقتين عدد من الفتحات الطولية العمودية التي تسمح بالرمي والمراقبة وتوفر الحماية للمتحصن خلفها، والتي تعرف بـ المزاغل. أما الطبقة الثالثة فهي عبارة عن ساحة مكشوفة، يحدها من جهاتها الأربع باستثناء الجهة الشمالية المطلة على الحرم الشريف نهايات ارتفاع السور، التي يزيد ارتفاعها تقريباً عن الساحة المكشوفة مقدار ارتفاع قامة الرجل. وتقوم هذه الارتفاعات بمثابة الاستحكامات التي تمكن الجنود من استكشاف ما حول المدينة، ومراقبة العدو حال حصاره لها، والدفاع عنها في حال مهاجمته لها. 

## المنشاة المعمارية
تقع على مرتفع صخري في الجهة الغربية من مدينة القدس، وتحديداً على يمين الداخل إليها من باب الخليل. وهي تتموضع فوق أعلى مرتفع في مدينة القدس يمكّن من الإشراف على المدينة والقضاء المحيط بها من أكثر وأخطر الجهات انفتاحاً عليها. 
منذ البدايات الأولى لإنشاء قلعة في المدينة على أيام اليبوسيين الأوائل، إلا أنها هدمت وأعيد إنشاؤها أكثر من مرة عبر تاريخها العريق. ومع إمكانية الإشارة إلى ما تبقى من آثار كنعانية ويونانية ورومانية وبيزنطية، إلا أن القلعة القائمة حالياً جلها قلعة إسلامية، تمكنت من استيعاب هيكلها العام منذ أن جددها هيرودس الأدومي الكبير (4- 38) ق.م، والقلعة الأموية الأصغر مساحة من القائمة حالياً، والإضافات التي أضافها الفرنجة إثر احتلالهم المدينة في سنة (492 هـ/ 1099 م)، وإصلاحات سلاطين بني أيوب فيها منذ نجح صلاح الدين الأيوبي في تحرير القدس في عام (583 هـ/ 1187 م) وإعادة البناء المملوكية لها؛ إثر نجاح السلطان الأشرف خليل بن قلاوون بتحرير عكا وطرد الفرنجة من الشرق في عام (691 هـ/ 1291 م)، وظلت قائمة حتى “تلاشت أحوالها… وتشبثت” (حسب وصف مؤرخ القدس مجير الدين الحنبلي)؛ فأمر السلطان العثماني سليمان القانوني في سنة (938 هـ/ 1531 م) بترميم مبانيها، كما يفيد نقش التجديد، ونصه: “أمر بترميم الحصنة الشريفة السلطان الأعظم والخاقان المعظم مالك رقاب الأمم، مستخدم أرباب السيف والقلم، خادم الحرمين والبقعة الأقدسية لمنشاة المعمارية، قدس الله أرواح آبائه المقدسة منبع الأمن والإيمان والأماني، السلطان ابن عثمان سليمان، أمد الله بقاءه ما دام القبة على الصخرة في سنة حصل الخير 938 هـ”. وذلك بإشراف محمد بك. 